# Psyche (Fux)
Psyche – opera, którą skomponował i wystawił w Wiedniu w roku 1719 austriacki kompozytor późnego baroku Johann Joseph Fux (1660–1741). Opera był typową trzyaktową opera seria typu neapolitańskiego. Akcja nawiązywała do mitu greckiego o Psyche.